# Johann Heinrich Graf

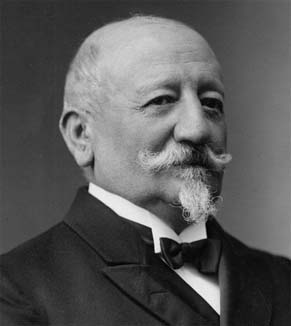
Johann Heinrich Graf

Johann Heinrich Graf (* 16. August 1852 in Töss; † 17. Juni 1918 in Bern) war ein Schweizer Mathematiker und Mathematikhistoriker.

## Biografie
Johann Heinrich Graf, der Sohn eines Kantonspolizisten, besuchte die Schulen in Töss und Zürich und studierte von 1868 bis 1871 am  Evangelischen Lehrerseminar Muristalden bei Bern. Danach studierte er am Polytechnikum in Zürich mit dem Lehrerdiplom 1874. Anschliessend war er Lehrer für Mathematik und Physik an der Lerberschule in Bern (ab 1892 Freies Gymnasium Bern). 1877 promovierte er bei Ludwig Schläfli an der Universität Bern (Beiträge zur Theorie der Riemannschen Flächen). Zusätzlich zu seiner Schultätigkeit (1885 wurde er stellvertretender Rektor seiner Schule) wurde er 1878 Privatdozent an der Universität Bern. 1890 wurde er ausserordentlicher Professor und 1892 als Nachfolger von Schläfli ordentlicher Professor, was er bis zu seinem Tod blieb. 1905/06 war er Vizekanzler der Universität Bern.
Er befasste sich mit speziellen Funktionen (Besselfunktionen, Gammafunktion, Kugelfunktionen), wobei er vielfach Schläfli folgte, Differentialgleichungen, Versicherungsmathematik, Kartographie und Geschichte der Mathematik (Herausgabe des Briefwechsels von Schläfli, Entdeckung von Manuskripten von Jakob Steiner in der Stadtbibliothek Bern) und Naturwissenschaften.
Er war von 1895 bis 1918 Präsident der Schweizerischen Bibliothekskommission und einer der Gründer der Schweizerischen Landesbibliothek. Von 1889 bis 1895 war er im Berner Stadtrat. Von 1883 bis 1910 war er Redaktor der Mitteilungen der Naturforschenden Gesellschaft in Bern.

## Werke (Auswahl)
- Beiträge zur Theorie der Riemann'schen Fläche. Zürich: Orell Füssli 1878. (Diss. Phil. Univ. Bern).
- Geschichte der Mathematik und der Naturwissenschaften in bernischen Landen. Vom Wiederaufblühen der Wissenschaften bis in die neuere Zeit. Ein Beitrag zur Geschichte der Mathematik und der Naturwissenschaften in der Schweiz. Bern: Wyss 1888–1890.
- Die Einführung der Mitteleuropäischen Zeit (M.E.Z.) in der Schweiz. Gemeinfassliche Darstellung. Mit einem Kärtchen und Figuren im Text. Bern: Schmid; Francke 1894.
- Die schweizerische Landesvermessung 1832–1864. Geschichte der Dufourkarte. Hrsg. vom Eidg. Topographischen Bureau. Bern: Stämpfli 1896.
- Einleitung in die Theorie der Bessel'schen Funktionen. 2 Hefte. Bern: Wyss 1898–1900.
- Ueber Alters- und Invalidenversicherung. Bern: Scheitlin, Spring & Cie. 1909.